# Elvir Bolić
Pour les articles homonymes, voir Bolić.
Ne pas confondre avec le footballeur bosnien Elvir Baljić, qui lui aussi a joué à Galatasaray, au Fenerbahçe, au Rayo Vallecano et à İstanbulspor.
Elvir Bolić (né le 10 octobre 1971 à Zenica, Bosnie-Herzégovine) est un footballeur international bosnien qui jouait au poste d'attaquant. Il possède également la nationalité turque.
Le 30 octobre 1996, il met fin à l'invincibilité de 40 ans de Manchester United à domicile en Coupe d'Europe en marquant le but de la victoire avec Fenerbahçe.

## Équipe nationale
- 51 sélections et 22 buts pour l'équipe de Bosnie-Herzégovine.